# Vagli Sotto
Vagli Sotto är en ort och kommun i provinsen Lucca i regionen Toscana i Italien. Kommunen hade 907 invånare (2018).